# Bolusgrund

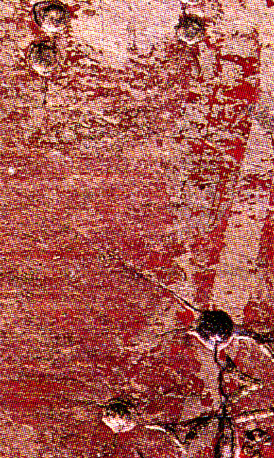
Die Vergoldung des Goldgrundbildes (Detail) ist stark beschädigt, so dass der rote Bolusgrund sichtbar wird.

In der Gemäldekunde hat der Begriff Bolusgrund zwei Bedeutungen:

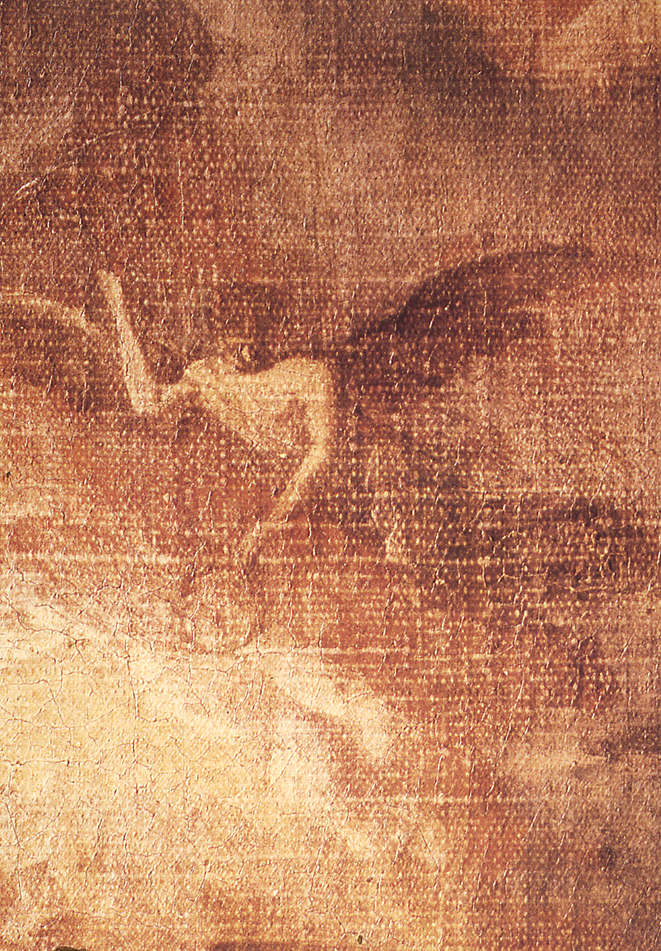
Der Bolusgrund ist durch die darüberliegende Malschicht "gewachsen" und hat sie rot verfärbt.

1. Der Bolusgrund (Bolus), der feingemahlen und geschlämmt als weicher, elastischer Grund für die altmeisterliche Polimentvergoldung (Goldgrundbild) diente und
2. der Bolusgrund, der als Grundierung seit dem 16. Jahrhundert in der altmeisterlichen Malerei auf textilen Bildträgern (Leinwandgemälde) verwendet wurde.
Für die Polimentvergoldung verwendeten die Künstler die tonhaltigeren, gut polierbaren sogenannten »fetten« Ockersorten in den Farbtönen gelblich-weiß, gelb, rot und schwarz. Diese farbigen Bolusgründe sind im Zusammenhang mit der Polimentvergoldung etwa bis ins 15. Jahrhundert nachweisbar. Die Künstler südlich der Alpen verwendeten im 13., 14. und 15. Jahrhundert meist den roten, gelegentlich auch weißlich-gelben Bolus, den sie mit Eiweiß anrieben. Nördlich der Alpen überwogen bis ins 14. Jahrhundert weißliche Goldunterlagen, die zunächst von gelbem, gegen Mitte des 14. Jahrhunderts nach und nach von roten Bolusgründen ersetzt wurden.
In der Malerei auf textilen Bildträgern wird der Bolusgrund erstmals seit dem 16. Jahrhundert in der venezianischen Malerei verwendet. Meist sind es rot bis schwarz-braune Grundierungen, die in der Regel aus sogenannten »mageren«, d. h. körnigeren Ockersorten hergestellt wurden. Die Technik unter eine Malschicht eine farbige Grundierung zu legen, breitete sich, von Venedig ausgehend, zuerst in Italien aus und wurde im 17. und 18. Jahrhundert auch in Deutschland und den Niederlanden auf textilen Bildträgern (Leinwandgemälde) verwendet.

## Nachteile
Farbige Ockergründe konnten unter bestimmten Voraussetzungen »durchwachsen«, d. h., Farbanteile der roten oder rotbraunen Grundierung wurden durch die darüberliegende Farbschicht sichtbar. Diese »Verfärbung« kann bei Gemälden des 17. Jahrhunderts so intensiv auftreten, dass die Bildwirkung stark beeinflusst wird. Es ist noch nicht eindeutig geklärt, warum nur bestimmte farbige Grundierungen durchwachsen, andere dagegen nicht. Man vermutet, dass der in diesen Fällen verwendete Ocker sehr feine Pigmentteilchen enthält, die in der Lage waren im Rahmen des Oxidationsprozesses in die darüberliegende Farbschicht/Pigmentschicht »einzuwandern« und sie zu verfärben.